# Leucon stenorhynchus
Leucon stenorhynchus är en kräftdjursart som beskrevs av Gamo 1988. Leucon stenorhynchus ingår i släktet Leucon och familjen Leuconidae. Inga underarter finns listade i Catalogue of Life.